# Massacro della Galizia

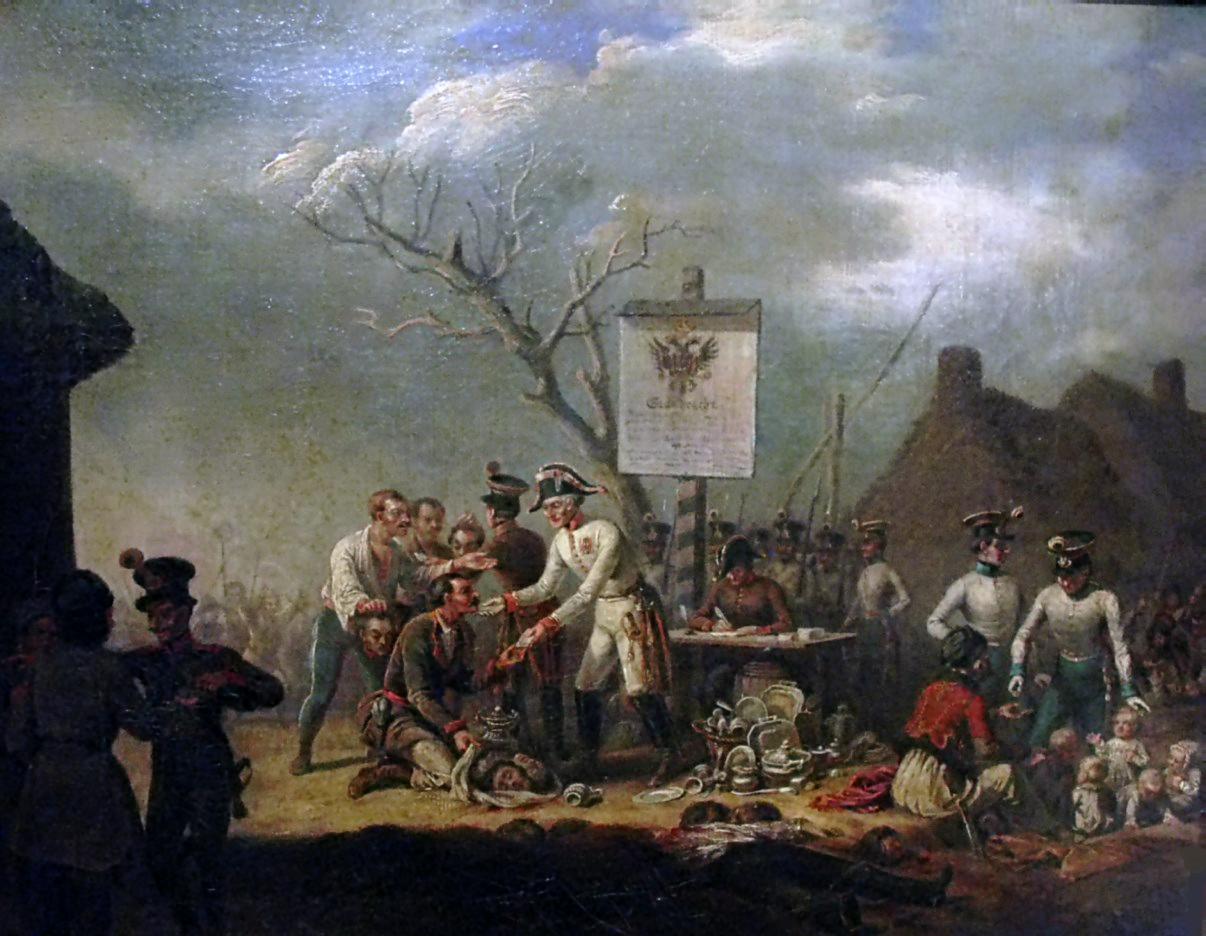
Rzeź galicyjska ("Macellazione galiziana"), dipinto di Jan Lewicki (1795–1871).

Con il termine massacro della Galizia (in polacco noto anche come Rabacja galicyjska, "insurrezione della Galizia", oppure Rivolta dei contadini del 1846 o ancora Rivolta di Szela) ci si riferisce ad una rivolta di contadini impoveriti avvenuta nel 1846 in Galizia, Polonia. L'esito fu la soppressione delle rivolte indipendentiste di Cracovia e il massacro della nobiltà polacca (szlachta) in quella regione che fu poi inglobata nell'impero austriaco. Tale insurrezione, perdurata da febbraio a marzo 1846, coinvolse principalmente la città di Tarnów.

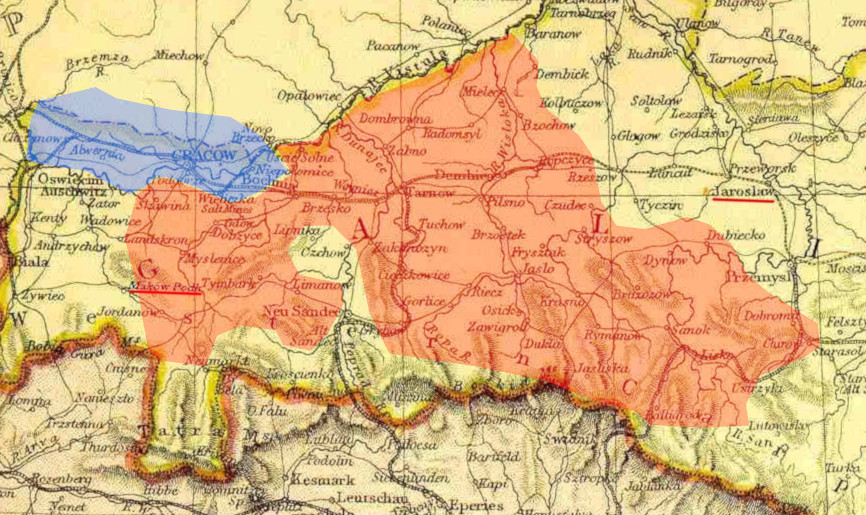
In rosso l'area della rivolta della Galizia, in blu la zona interessata dalla Rivolta di Cracovia (1846).

Tema centrale degli scontri fu la lotta contro la servitù e l'oppressione che i cittadini più poveri subivano da parte dei proprietari terrieri. Nel corso dei mesi morirono almeno mille aristocratici e furono distrutti circa 500 manieri. Ciò andò a beneficio degli austriaci, in quanto un indebolimento dell'aristocrazia polacca (largamente nazionalista) stroncò i tentativi di sommosse popolari pro-indipendenza della Polonia dall'Austria.

## Contesto
Nella città autonoma di Cracovia, un gruppo di intellettuali patriottici polacchi aveva organizzato un piano per ristabilire l'indipendenza della Polonia, da tempo spartita tra varie potenze europee. Il tentativo di sommossa pianificato a Poznań, invece, era fallito grazie al rapido intervento delle autorità.
Mentre la rivolta di Cracovia (1846) era in corso, la scarsità dei raccolti aveva messo in ginocchio la classe contadina locale. La Galizia, oltretutto, non godeva dell'apprezzamento degli Austriaci, che l'avevano ribattezzata Halbasien ("quasi-Asia"), per sottolineare, in modo dispregiativo, che in quella provincia vivevano persone strambe, barbare e dalla scarsa igiene personale. La Galizia, in effetti, era una regione talmente povera da essere diventata sinonimo della povertà stessa. Si pensi che i polacchi stessi schernivano la regione della Galizia e Lodomiria con un gioco di parole che enfatizzava la fame e la povertà tipiche dell'area (Galicja i Lodomeria in polacco veniva trasformato in Golicja e Głodomeria, dove goły sta per "nudo" e głodny "fame"). Di conseguenza, visto lo scarso riconoscimento mostrato dagli austriaci, la Galizia era sì una provincia dell'Impero austriaco, ma era considerata alla stregua di una colonia bisognosa di "civilizzazione", inferiore.

## Rivolta
La rivolta di Cracovia fu la scintilla che infiammò la rivolta dei contadini. Gli aristocratici rivoltosi si appellarono ai contadini promettendo l'abolizione della servitù. Qualche contadino, in effetti, simpatizzò per i nobili e la loro causa, specialmente nei dintorni di Chochołów.
Si ritiene che gli austriaci fomentarono la rivolta dei contadini. Nei dintorni di Tarnów l'ufficiale Johann Breindi von Wallerstein offrì il suo aiuto al leader dei contadini, Jakub Szela. Ai servi fu promessa la cessazione di tutti i debiti e doveri feudali in cambio di un aiuto nel sedare le rivolte dei nobili polacchi. Furono anche ricompensati in denaro e sale per ogni vittima. In pratica, gli austriaci sfruttarono l'insoddisfazione dei contadini, esacerbandola affinché essi si convincessero che avrebbero avuto un futuro migliore uccidendo, ironicamente, coloro che, invece, miravano a riforme sociali oltre che all'indipendenza della Polonia. Lo storico Tomasz Kamusella, comunque, ritiene che il massacro dei nobili, percepiti quasi come un distinto gruppo etnico rispetto ai contadini, sia da considerarsi come un atto di pulizia etnica.
I contadini, inoltre, giocarono un ruolo fondamentale nella disfatta dei ribelli durante la Battaglia di Gdów. Essi, infatti, distrussero svariati manieri degli aristocratici (circa il 90% delle ville di Tarnów) e uccisero parecchi nobili con le loro famiglie. Si stimano almeno 1000-2000 vittime. Esistono, tuttavia, resoconti di contadini che attaccarono anche i militari austriaci presso Bochnia.
La rivolta fu sedata dalle truppe austriache, secondo alcuni in modo alquanto brutale. Vi furono arresti, esili, flagellazioni e un ripristino di una sorta di sistema feudale che andò a premiare Szela per il suo contributo.

## Conseguenze
La servitù e le prestazioni corvée proseguirono in Galizia fino al 1848 e si ritiene che la rivolta del 1846 abbia contribuito alla loro abolizione. Ad ogni modo, durante gli scontri furono danneggiate molte coltivazioni e, considerando che i raccolti non erano stati abbondanti, ne conseguì una grave carestia.
Per i nobili polacchi, l'accaduto servì da lezione per comprendere che i contadini non avevano a cuore la "causa polacca" (la lotta per l'indipendenza) in quanto privi di istruzione e distaccati dalla politica internazionale. In effetti, come raccontò un contadino a inizio Novecento, "molti contadini polacchi non si identificavano come "polacchi" e scoprirono di esserlo solamente leggendo libri e giornali".
Gli austriaci si compiacquero del comportamento dei contadini, interpretandolo come una dimostrazione di lealtà verso l'impero asburgico. Stime semi-ufficiali calcolano almeno 1000-2000 vittime tra i nobili polacchi.

## Cultura popolare
Il massacro della nobiltà polacca e le rivolte del 1846 sono, oggi, considerate una pietra miliare nella lotta per l'indipendenza polacca. Il fatto è menzionato nell'opera Il matrimonio di Stanisław Wyspiański (1901). La rivolta è descritta anche in due storie scritte da Marie von Ebner-Eschenbach. Il poeta ucraino Ivan Franko, la cui famiglia assistette agli eventi, rappresentò l'accaduto in più opere nel 1903.